# Nicky Devlin
Nicholas „Nicky“ Devlin (* 17. Oktober 1993 in Glasgow) ist ein schottischer Fußballspieler, der beim FC Aberdeen unter Vertrag steht.

## Karriere

### Verein
Nicky Devlin wechselte im Sommer 2009 von Drumchapel Amateur zum FC Dumbarton. Nach einem Jugendjahr in Dumbarton kam er in der Saison 2010/11 in die erste Mannschaft. Während der noch laufenden Spielzeit, in der er für den Drittligisten 23 Ligaspiele absolvierte, unterschrieb Devlin im März 2011 einen Vorvertrag beim schottischen Erstligisten FC Motherwell. Im Juli 2011 wurde der Wechsel vollzogen. Im Rahmen des Wechsels wurde Jordan Halsman nach Dumbarton verliehen und Motherwell spielte ein Freundschaftsspiel vor der neuen Saison gegen Dumbarton. Devlin war die meiste Zeit der Saison 2011/12 verletzt, kehrte aber Anfang 2012 zurück und zeigte einige hervorragende Leistungen für das U-19-Team von Motherwell. Am 29. März 2012 wechselte Devlin auf Leihbasis zum Drittligisten FC Stenhousemuir. In den restlichen beiden Monaten der Saison spielte Devlin für den Verein in sechs Ligaspielen. Im August 2012 folgte eine halbjährige Leihe von Devlin zum FC Dumbarton, der mittlerweile in der zweiten Liga spielte. Ab März 2013 wurde Devlin erneut ausgeliehen und kehrte bis zum Saisonende nach Stenhousemuir zurück. Nachdem sein auslaufender Vertrag in Motherwell nicht verlängert worden war, verblieb der Abwehrspieler in Stenhousemuir. Nach einer Spielzeit wechselte Devlin im Juli 2014 zu Ayr United. Ein Jahr später wurde er zum Mannschaftskapitän von „United“ ernannt und stieg als solcher mit dem Verein nach den Aufstieg-Play-offs in die zweite Liga auf. Als Stammspieler verließ er den Verein nach der Zweitligasaison 2016/17, die mit dem direkten Wiederabstieg endete.
Devlin unterschrieb daraufhin im Juni 2017 einen Zweijahresvertrag beim englischen Drittligisten FC Walsall. Am Ende der Saison 2018/19, in der Walsall als Absteiger feststand, erhielt Devlin ein Angebot zu einer Vertragsverlängerung, die er jedoch ablehnte, und sich für einen Wechsel nach Schottland entschied. Im Juni 2019 unterschrieb der 25-Jährige einen Zweijahresvertrag beim schottischen Erstligisten FC Livingston. Nach einer weiteren Vertragsverlängerung bis 2023 wechselte Devlin danach zum FC Aberdeen.

### Nationalmannschaft
Nicky Devlin absolvierte im Jahr 2011 ein Spiel in der schottischen U19-Nationalmannschaft gegen Dänemark.
Am 15. Oktober 2024 kam er im Nations-League-Spiel gegen Portugal zu seinem ersten A-Länderspiel.